# Trượt băng nằm ngửa tại Thế vận hội Mùa đông 2018 - Tiếp sức đồng đội
Nội dung trượt băng nằm ngửa tiếp sức đồng đội tại Thế vận hội Mùa đông 2018 diễn ra vào ngày 15 tháng 2 năm 2018 tại Alpensia Sliding Centre gần Pyeongchang, Hàn Quốc.

## Kết quả
| Hạng | STT            | Tên                                                                     | Quốc gia                     | Đơn nữ | Đơn nam | Đôi nam | Tổng     | Kém    |
| ---- | -------------- | ----------------------------------------------------------------------- | ---------------------------- | ------ | ------- | ------- | -------- | ------ |
| 1    | 13–1 13–2 13–3 | Natalie Geisenberger Johannes Ludwig Tobias Wendl / Tobias Arlt         | Đức                          | 46.870 | 48.822  | 48.825  | 2:24.517 | —      |
| 2    | 11–1 11–2 11–3 | Alex Gough Samuel Edney Tristan Walker / Justin Snith                   | Canada                       | 47.099 | 48.820  | 48.953  | 2:24.872 | +0.355 |
| 3    | 12–1 12–2 12–3 | Madeleine Egle David Gleirscher Peter Penz / Georg Fischler             | Áo                           | 47.122 | 48.758  | 49.108  | 2:24.988 | +0.471 |
| 4    | 10–1 10–2 10–3 | Summer Britcher Chris Mazdzer Matthew Mortensen / Jayson Terdiman       | Hoa Kỳ                       | 47.266 | 48.660  | 49.165  | 2:25.091 | +0.574 |
| 5    | 9–1 9–2 9–3    | Andrea Vötter Dominik Fischnaller Ivan Nagler / Fabian Malleier         | Ý                            | 47.078 | 48.827  | 49.188  | 2:25.093 | +0.576 |
| 6    | 8–1 8–2 8–3    | Ulla Zirne Kristers Aparjods Andris Šics / Juris Šics                   | Latvia                       | 47.369 | 48.891  | 49.055  | 2:25.315 | +0.798 |
| 7    | 7–1 7–2 7–3    | Ekaterina Baturina Roman Repilov Alexander Denisyev / Vladislav Antonov | Vận động viên Olympic từ Nga | 47.523 | 48.615  | 49.211  | 2:25.349 | +0.832 |
| 8    | 5–1 5–2 5–3    | Ewa Kuls-Kusyk Maciej Kurowski Wojciech Chmielewski / Jakub Kowalewski  | Ba Lan                       | 47.711 | 49.134  | 49.568  | 2:26.413 | +1.896 |
| 9    | 6–1 6–2 6–3    | Aileen Frisch Lim Nam-kyu Park Jin-yong / Cho Jung-myung                | Hàn Quốc                     | 47.211 | 49.854  | 49.478  | 2:26.543 | +2.026 |
| 10   | 4–1 4–2 4–3    | Raluca Strămăturaru Valentin Crețu Cosmin Atodiresei / Ștefan Musei     | România                      | 47.097 | 49.609  | 50.138  | 2:26.844 | +2.327 |
| 11   | 2–1 2–2 2–3    | Katarina Šimoňáková Jozef Ninis Marek Solčanský / Karol Stuchlák        | Slovakia                     | 48.032 | 49.326  | 49.635  | 2:26.993 | +2.476 |
| 12   | 3–1 3–2 3–3    | Tereza Nosková Ondřej Hyman Lukáš Brož / Antonín Brož                   | Cộng hòa Séc                 | 48.238 | 49.178  | 49.645  | 2:27.061 | +2.544 |
| 13   | 1–1 1–2 1–3    | Olena Shkhumova Anton Dukach Oleksandr Obolonchyk / Roman Zakharkiv     | Ukraina                      | 51.503 | 49.135  | 50.365  | 2:31.003 | +6.486 |